# Новосергеевка (Харьковская область)
Новосергеевка (укр. Новосергіївка) — село в Чернещинском сельском совете, Боровский район, Харьковская область.
Код КОАТУУ — 6321084505. Население по переписи 2001 года составляет 41 человек (15 мужчин, 26 женщин).

## Географическое положение
Село Новосергеевка находится в начале балки Бебесчина. В 2 км на юг находится село  Чернещина.

## История
- 1914 — дата основания. Село возникло, как хутор, который основал Гунько Сергей Мусеевич. От его имени и происходит название села[1].

## Экономика
- В селе есть молочно-товарная ферма.